# Новая Куликовка
Но́вая Кулико́вка — село в Новомалыклинском районе Ульяновской области России. Входит в состав Высококолковского сельского поселения.

## География
Село находится в восточной части Левобережья, в лесостепной зоне, к северу от автодороги Р241, на расстоянии примерно 9 км (по прямой) к юго-востоку от села Новая Малыкла, административного центра района. Абсолютная высота — 132 м над уровнем моря.
Климат
Климат характеризуется как умеренно континентальный, с тёплым летом и умеренно холодной зимой. Средняя температура воздуха самого тёплого месяца (июля) — 20 °C (абсолютный максимум — 39 °C); самого холодного (января) — −13,8 °C (абсолютный минимум — −47 °C). Продолжительность безморозного периода составляет в среднем 131 день. Среднегодовое количество атмосферных осадков составляет 406 мм. Снежный покров образуется в конце ноября и держится в течение 145 дней.
Часовой пояс
Село Новая Куликовка, как и вся Ульяновская область, находится в часовой зоне МСК+1. Смещение применяемого времени относительно UTC составляет +4:00.

## Население
| 1859 | 1889 | 1897 | 1910 | 2010 |
| ---- | ---- | ---- | ---- | ---- |
| 335  | ↗575 | ↘550 | ↗677 | ↘189 |

Национальный состав
Согласно результатам переписи 2002 года, в национальной структуре населения мордва составляла 55 % из 224 чел.